# Bureau Mazarin

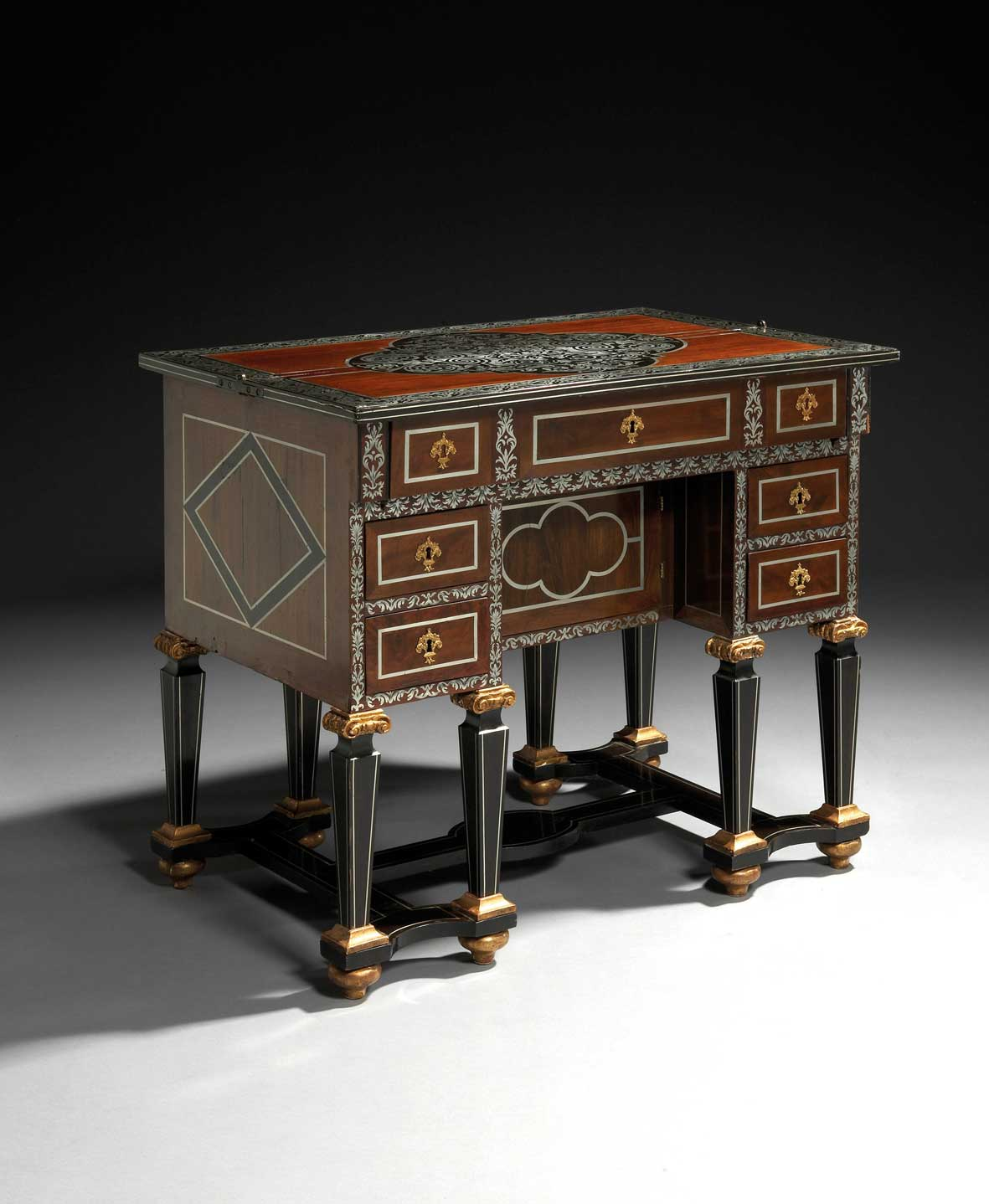

Le bureau Mazarin est un bureau associé au cardinal Mazarin, principal ministre de Louis XIV de 1642 à 1661.
Cette forme de bureau est un ancêtre du bureau de ministre. Contrairement à ce dernier, le bureau Mazarin n'a pas de tiroirs descendant jusqu'au sol. Il possède des pieds reliés par des entretoises en « X » ou en « H ».
Plusieurs bureaux Mazarin ont été conçus pour être employés en angle, avec un genou sous la surface d'écriture et un autre genou en dehors. Cette position était nécessaire car à l'époque les membres de la noblesse portaient constamment à leur côté une épée dans un fourreau, ce qui aurait rendu difficile l'utilisation d'un bureau moderne, ces bureaux étant faits pour être employés avec les deux jambes sous la surface de travail.
Comme les cabinets de curiosités, le bureau Mazarin était plus souvent une pièce d'apparat qu’un vrai bureau. Comme c'était souvent le cas avec de nombreux bureaux de l'époque, le bureau Mazarin était souvent plus utilisé comme coiffeuse que comme bureau, voire les deux.